# Oyrarbakki
Oyrarbakki es un pueblo dentro del municipio de Sundini, del cual es su capital, en la costa occidental de la isla Eysturoy, en las Islas Feroe, Dinamarca. En 2011 Oyrarbakki contaba con 127 habitantes, siendo la séptima localidad más grande del municipio en términos de población.
Oyrarbakki está situado en la orilla oriental del estrecho conocido como Sundini, que separa las islas de Streymoy y Eysturoy. Justo en esta parte, el estrecho alcanza su mínima anchura (unos 200 m). En 1976 se construyó un puente en Oyrarbakki que une ambas islas.
Su actividad económica principal es la pesca. Hay cafetería, iglesia, servicio postal, gasolinera, banco y una escuela primaria.